# Ameiropsis brevicornis
Ameiropsis brevicornis är en kräftdjursart som beskrevs av Georg Ossian Sars 1907. Ameiropsis brevicornis ingår i släktet Ameiropsis och familjen Ameiridae. Arten har ej påträffats i Sverige. Inga underarter finns listade i Catalogue of Life.